# Pohjaslahti
Pohjaslahti est une ancienne municipalité du Pirkanmaa en Finlande,.

## Histoire
Pohjaslahti prend son indépendance de Ruovesi en 1941, et devient la dernière commune rurale de Finlande. En 1973, un peu plus des deux tiers de Pohjaslahti intègrent Vilppula et le tiers restant rejoint Virrat.

## Géographie
Pohjaslahti est situé en bordure du lac Tarjannevesi.
Au 1er janvier 1972, la superficie de Pohjaslahti était de 174,6 km2 et au 31 décembre 1972 elle comptait 1 006 habitants.